# Tonalamatl

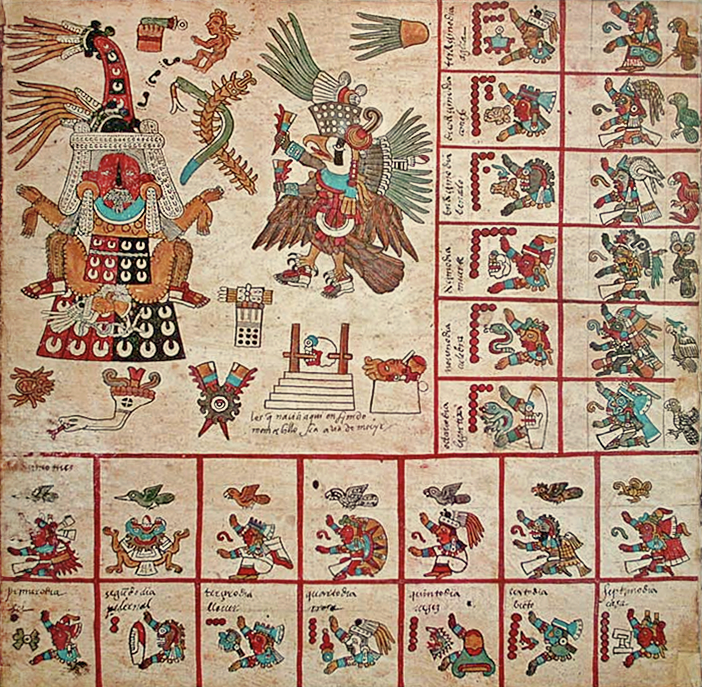
La pagina 13 del Codice Borbonicus, raffigurante la tredicesima trecena calendario rituale azteco. Questa trecena era sotto gli auspici della dea Tlazolteotl, dipinta in alto a sinistra nell'atto di partorire Centeotl indossando una pelle scorticata. I 13 segni dei giorni della trecena sono mostrati nella riga in basso e nella colonna a sinistra

Il tonalamatl è un calendario divinatorio in uso tra le popolazioni del Messico centrale nei decenni (o forse secoli) precedenti la conquista spagnola. Il nome è originario della lingua Nahuatl e significa libro dei giorni.
Il tonalamatl era strutturato attorno al calendario sacro di 260 giorni, il tonalpohualli. Questo anno era composto da 20 gruppi di 13 giorni, chiamati trecene. Ciascuna pagina di un tonalamatl rappresentava una trecena, ed era decorata con un dipinto della divinità che dominava la trecena attorniata dai segni rappresentativi di ciascuno dei 13 giorni più 13 altri glifi. I segni dei giorni e i glifi venivano usati per trarre oroscopi e predire il futuro.
I più begli esempi di tonalamatl ancora esistenti si trovano nel Codice Borbonicus e nel Codice Borgia.